# Збірна Узбекистану з футболу

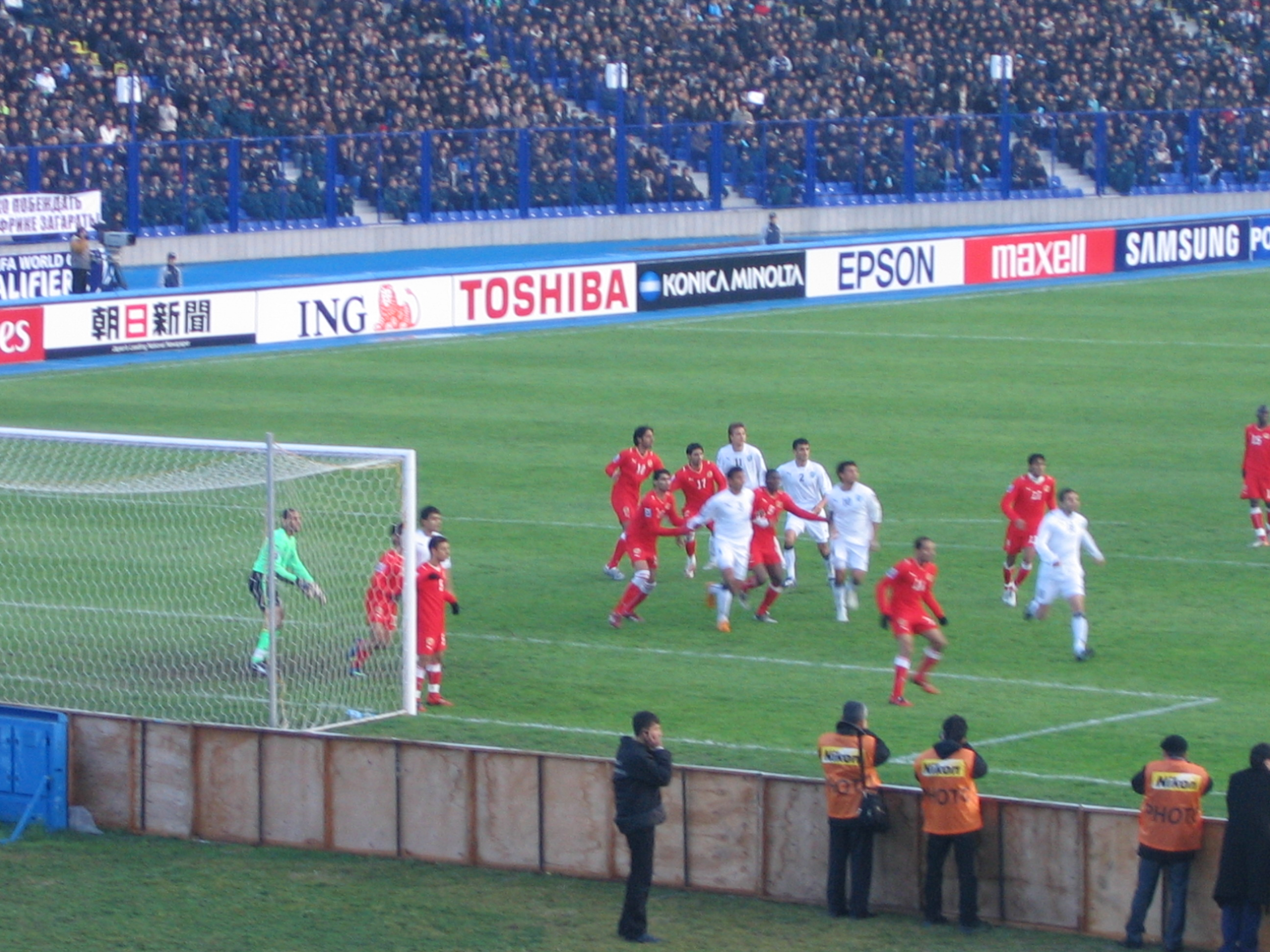
Матч Узбекистан — Бахрейн, стадіон «Пахтакор», 2009 рік.

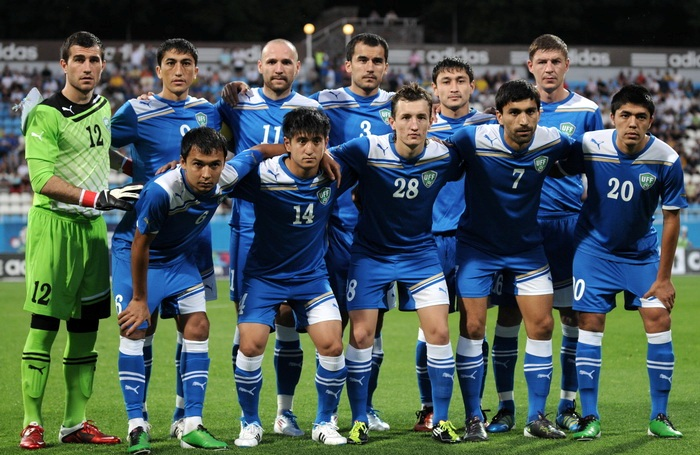
Збірна Узбекистану з футболу в 2011 році напередодні товариського матчу проти збірної України в Києві.

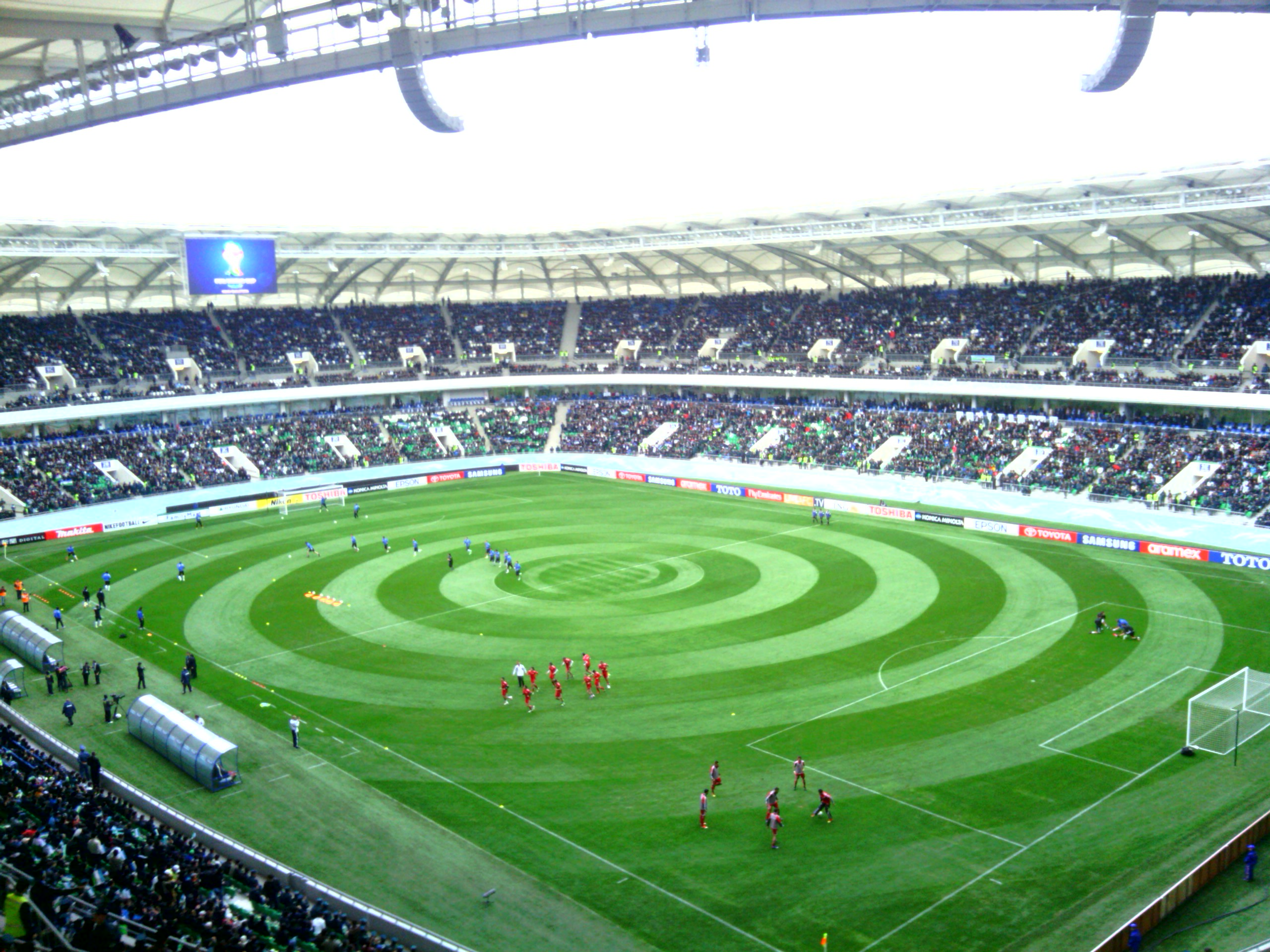
Стадіон «Буньодкор» на матчі зі збірною Лівана, 2013 рік.

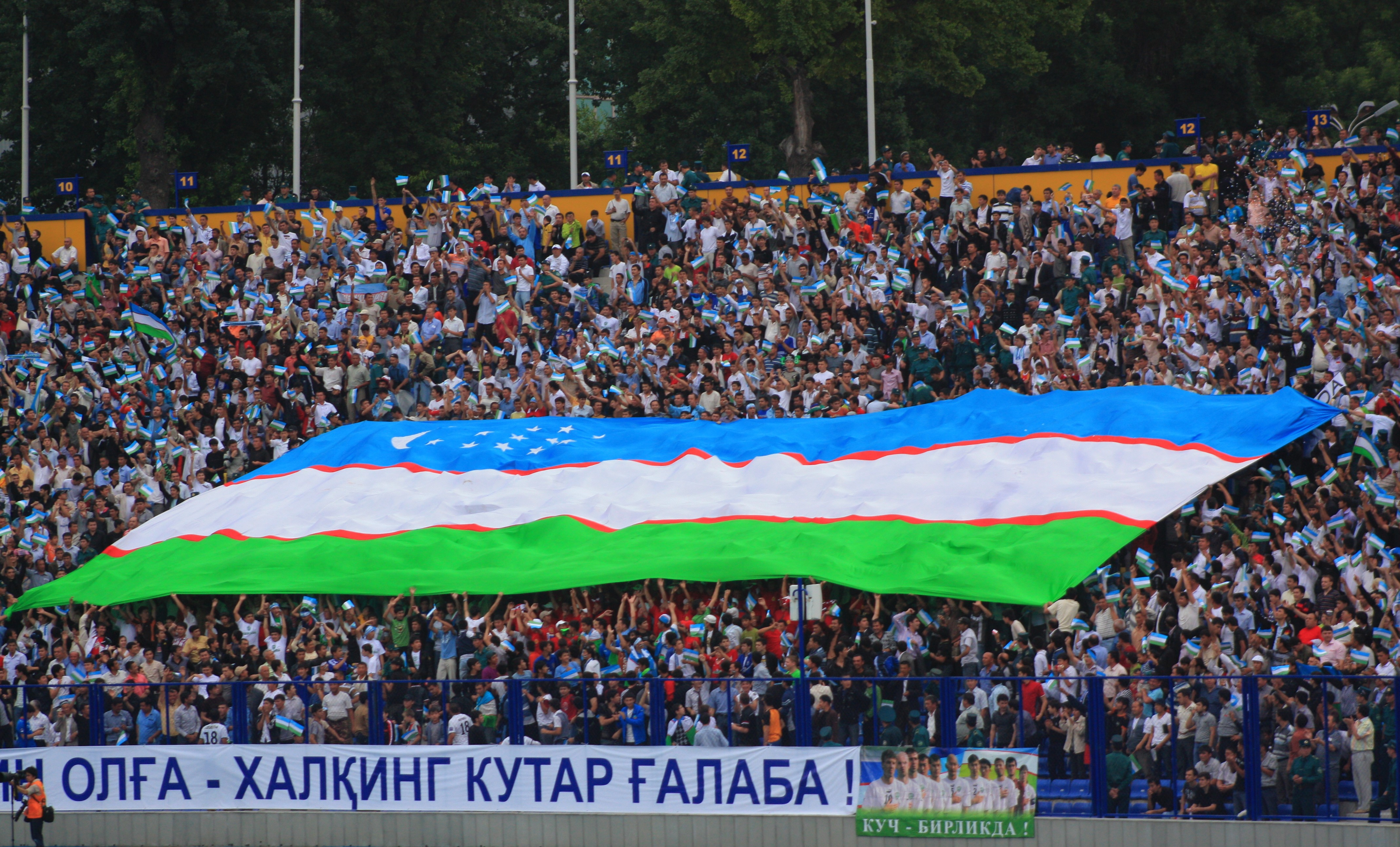
Переповнені трибуни стадіону «Пахтакор» на матчі зі збірною Японії, 2009 рік.

Збірна Узбекистану з футболу — національна футбольна збірна, якою керує Асоціація футболу Узбекистану.
Станом на 3 квітня 2025 посідає 57-e місце у рейтингу футбольних збірних світу.

## Історія
Роком народження футболу в Узбекистані вважається 1912 рік, так як саме тоді були створені футбольні команди в Коканді та Фергані, трохи пізніше в Андижані, Ташкенті, Самарканді та Бухарі, між якими почали проводитися міжміські матчі. Перший чемпіонат Ферганської долини був проведений в 1914 році, чемпіонат Узбецької РСР почав розігруватися з 1926 року, а розіграш Кубка Узбецької РСР став проводитися з 1939 року.
У 1928 році вперше була створено збірна Узбекистану, яка взяла участь в Спартакіаді, в число учасників якої входили представники деяких європейських країн. На цьому турнірі збірна Узбекистану провела свій перший міжнародний матч зі збірною робітничих клубів Швейцарії і перемогла з рахунком 8:4. Аж до середини 1991 року Узбекистан входив до складу СРСР і мав свою збірну, як і інші союзні республіки, які в основному проводили матчі всередині команд і збірних СРСР, зокрема в футбольних турнірах Літньої Спартакіади народів СРСР. Збірна Узбецької РСР брала участь у всіх розіграшах футбольного турніру Літньої Спартакіади народів СРСР, і в турнірі 1986 року дійшовши до фіналу, програла збірній Української РСР з рахунком 0:1, тим самим вигравши срібні медалі турніру. Футбольні клуби Узбекистану в ті часи також брали участь в чемпіонаті СРСР з футболу.
Після розпаду СРСР і здобуття незалежності Узбекистану, була організована збірна Узбекистану нового скликання. Свої перші матчі збірна провела в 1992 році. Першою грою збірної Узбекистану став матч проти збірної Таджикистану, в рамках Кубку Центральної Азії з футболу 1992 року, який ініціювала ФІФА. Ці матчі офіційно зареєстровані ФІФА на основі того, що збірній Узбекистану було дозволено з 1992 року брати участь в турнірах, що проводяться під егідою ФІФА. На розіграші цього турніру в форматі ліги, збірна Узбекистану стала другою після збірної Казахстану. У перший рік існування, збірна Узбекистану проводила матчі тільки зі збірними Таджикистану, Туркменістану, Казахстану і Киргизстану. У 1993 році збірна не провела жодного матчу.
У 1994 році Федерація футболу Узбекистану була офіційно прийнята в АФК і ФІФА. У тому ж році Узбекистан здобув перемогу в міжнародному турнірі Кубок Незалежності Узбекистану, а в кінці року збірна перемогла у фіналі збірну Китаю з рахунком 4:2 та стала переможцем футбольного турніру Азійських Ігор 1994 року, які пройшли в японському місті Хіросіма.
Восени 1995 року збірна Узбекистану як переможець Азійських Ігор 1994 року і збірна Нігерії як переможець Кубку Африканських Націй 1994 року одержали право брати участь в Афро-Азійському Кубку Націй. Турнір складався з двох матчів проходив у Ташкенті та Лагосі відповідно. В обох матчах збірна Нігерії переграла збірну Узбекистану з рахунком 3:2 та 1:0 відповідно і стала переможцем, а збірна Узбекистану володарем срібних медалей турніру.
У 1997 році збірна Узбекистану вперше в своїй історії грала відбіркові матчі до ЧС-1998. У першому етапі вони мали змагатися з командами Індонезії, Камбоджі та Ємену за єдину путівку в наступний раунд. У боротьбі за цю путівку узбеки особливих проблем не відчули та посіли перше місце в групі.
У фінальному етапі 10 команд були розбиті на 2 групи по 5 команд у кожній. Переможці груп отримували путівки на ЧС. Команди, що зайняли другі місця в групах, брали участь в стиковому матчі АФК. Переможець стикового матчу отримував путівку. Той, хто програв брав участь в стикових матчах АФК/ОФК за путівку. Узбекистан потрапив до групи Б разом з Південною Кореєю, Японією, ОАЕ та Казахстаном. В цій групі Узбекистан посів передостаннє 4-те місце, випередивши Казахстан за додатковими показниками
В фінальному етапі відбіркових матчів до ЧС-2002 10 команд були розбиті на 2 групи по 5 команд у кожній. Переможці груп отримували путівки на ЧС Команди, що зайняли другі місця в групах, брали участь в стиковому матчі АФК. Переможець стикового матчу отримував путівку. Той, хто програв брав участь в стикових матчах АФК / ОФК за путівку. Узбекистан потрапив до групи Б разом із Китаєм, ОАЕ, Катаром та Оманом. В цій групі узбеки посіли третє місце і не потрапили до фінальної частини ЧС.
У фінальному етапі до ЧС-2006 8 команд були розбиті на 2 групи по 4 команди в кожній. Переможці груп і команди які посіли другі місця в групах отримували путівки на ЧС. Команди, що зайняли треті місця в групах, брали участь в стикових матчах АФК. Переможець брав участь в стикових матчах КОНКАКАФ / АФК за путівку. Збірна Узбекистану потрапила до групи А разом зі збірними Південної Кореї, Саудівської Аравії та Кувейтом. У групі команда посіла 3-тє місце, таким чином збірна Узбекистану здобула путівку до стикових матчів, де за сумою двох матчів поступилася збірній Бахрейну.
У сезоні 2007 року у збірної змінився наставник, головним тренером був призначений Рауф Інилеєв. У сезоні 2007 року збірна провела солідну кількість ігор — 16 ігор, в яких здобула 7 перемог, звела внічию 3 матчі і програла 6 ігор. Різниця забитих і пропущених м'ячів склала 34 — 13. Тільки одного разу, в 2001 році збірна провела більше — 21 гру. Календар збірної був складений таким чином, щоб підійти до головного змагання сезону — чемпіонату Азії у всеозброєнні.
Сезон 2007 року розпочався товариською грою зі збірною Азербайджану в лютому, продовжився матчами на турнірі в Шимкенті (3 гри), потім безпосередньо перед матчами Кубку Азії були проведені ще 4 товариські поєдинки. На чемпіонаті континенту збірна провела матчі групового турніру і чвертьфінальний матч. На заключному етапі сезону були зіграні два товариські матчі з європейськими збірними — України та Естонії і два відбіркових матчі чемпіонату світу-2010 з Тайванем.
У 2007 році за збірну виступила рекордна кількість футболістів — 52, в тому числі дебютували в головній команді країни 21 футболіст — Ринат Агзамов, Камолиддін Таджиєв, Х. Хашимов, Р. Бакієв, А. Мухітдінов, Янніс Мандзукас, Батир Караєв, М. Саїдов, Хамза Карімов, І. Атаханов, Г. Джумаєв, І. Акрамов, Хайрулла Карімов, Азіз Ібрагімов, Азіз Хайдаров, Анзур Ісмаїлов, Жасур Хасанов, Оділь Ахмедов, Шавкат Саломов, В. Клишина, Р. Кадиров.
У сезоні 2007 року 14 матчів провів за збірну Іслом Іномов, по 12 матчів зіграли Ігнатій Нестеров, Тимур Кападзе і Улугбек Бакаєв. Пахтакорівський капітан Сервер Джепаров зіграв 11 матчів.
Перед відбірковим турніром ЧС-2010 тренером став Рауф Інилеєв, який значно перекроїв команду, зробивши ставку на молодих футболістів. Виступаючи без багатьох досвідчених гравців, в тому числі і без багаторічного капітана збірної Мірджалола Касимова, збірна, проте, вельми успішно просувалася по відбірному циклу.
У наступному раунді, Узбекистан потрапив в одну групу зі збірними Лівану, Сінгапуру і Саудівської Аравії. Раунд збірна завершила на першому місці, здобувши п'ять перемог і програвши лише в останньому матчі Саудівської Аравії.
У четвертому, вирішальному, раунді, збірна Узбекистану потрапила в одну групу з Австралією, Бахрейном, Катаром і Японією. Підсумок: 1 перемога, 1 нічия і 6 поразок. Незважаючи на це, Узбекистан до останнього туру зберігав шанси на вихід на чемпіонат світу, але поступився в матчі останнього туру Бахрейну з рахунком 0:1.
У відбірковому турнірі до ЧС-2014 збірна Узбекистану потрапила до групи А разом з Іраном, Південною Кореєю, Катару та Лівану. У цій групі Узбекистан посів третє місце та здобув право зіграти стиковий матч за право позмагатися за путівку до фінальної частини ЧС-2014 з представником КОНМЕБОЛ. Суперником Узбекистану була Йорданія, яка перемогла Узбекистан у серії післяматчевих пенальті.

## Участь у змаганнях

### Чемпіонати світу ФІФА
| до 1991 | перебувала у складі СРСР                                                                                  |
| 1994    | не приймала участі                                                                                        |
| 1998    | не пройшла кваліфікацію: 4-те місце в групі фінального раунду                                             |
| 2002    | не пройшла кваліфікацію: 3-тє місце в групі фінального раунду                                             |
| 2006    | не пройшла кваліфікацію: 3-тє місце в групі фінального раунду, поразка в континентальному стиковому матчі |
| 2010    | не пройшла кваліфікацію: 5-те місце в групі фінального раунду                                             |
| 2014    | не пройшла кваліфікацію: 3-тє місце в групі фінального раунду, поразка в континентальному стиковому матчі |
| 2018    | не пройшла кваліфікацію: 4-те місце в групі третього раунду                                               |
| 2022    | TBD |
| 2026    | TBD |

### Кубок Азії
| до 1991 | перебувала у складі СРСР           |
| 1992    | не приймала участі                 |
| 1996    | 4-те місце в групі (9-12-ті місця) |
| 2000    | 4-те місце в групі (9-12-ті місця) |
| 2004    | 1/4 фіналу (5-8-мі місця)          |
| 2007    | 1/4 фіналу (5-8-мі місця)          |
| 2011    | 1/2 фіналу (1-4-ті місця)          |
| 2015    | 1/4 фіналу (5-8-мі місця)          |
| 2019    | 1/8 фіналу (9-16-ті місця)         |

### Азійські ігри
| до 1991 | перебувала у складі СРСР                                                          |
| 1994    | Чемпіон                                                                           |
| 1998    | 1/4 фіналу                                                                        |
| 2002    | 3-тє місце в групі (9-24-ті місця)                                                |
| 2006    | З 2006 року на турнірі беруть участь молодіжні збірні за олімпійським регламентом |

## Склад збірної
Наступні гравці були викликані для участі у відбіркових матчах Чемпіонату світу 2018 проти збірних Філіппін (24 березня 2016) та Бахрейну (29 березня 2016):
Статистика футболістів наведена за станом на 30 березня 2016 року, після матчу проти збірної Бахрейну
| 1  | ВР | Ельдорбек Суюнов   | 12 квітня 1991 (34 роки)     | 11  | -4   | Насаф               |  |  |
| 12 | ВР | Ігнатій Нестеров   | 20 червня 1983 (42 роки)     | 93  | -100 | Локомотив (Ташкент) |  |  |
| 21 | ВР | Олександр Лобанов  | 4 січня 1986 (39 років)      | 7   | -3   | Персеполіс          |  |  |
|    |    |                    |                              |     |      |                     |  |  |
| 2  | ЗХ | Даврон Хошимов     | 24 листопада 1992 (32 роки)  | 6   | 0    | Пахтакор            |  |  |
| 3  | ЗХ | Анзур Ісмаїлов     | 21 квітня 1985 (40 років)    | 75  | 2    | Чанчунь Ятай        |  |  |
| 4  | ЗХ | Єгор Кримець       | 27 січня 1992 (33 роки)      | 16  | 0    | Бейцзинь Гоань      |  |  |
| 5  | ЗХ | Камолиддін Таджиєв | 3 травня 1983 (42 роки)      | 10  | 0    | Пахтакор            |  |  |
| 20 | ЗХ | Іслом Тухтаходжаєв | 30 жовтня 1989 (35 років)    | 47  | 1    | Локомотив (Ташкент) |  |  |
| 29 | ЗХ | Віталій Денисов    | 23 лютого 1987 (38 років)    | 63  | 1    | Локомотив (Москва)  |  |  |
|    |    |                    |                              |     |      |                     |  |  |
| 6  | ПЗ | Джавохір Сохібов   | 1 березня 1995 (30 років)    | 7   | 0    | Пахтакор            |  |  |
| 7  | ПЗ | Азіз Хайдаров      | 8 липня 1985 (39 років)      | 74  | 1    | Аль-Шабаб           |  |  |
| 8  | ПЗ | Сервер Джепаров    | 3 жовтня 1982 (42 роки)      | 115 | 25   | Локомотив (Ташкент) |  |  |
| 9  | ПЗ | Сардор Рашидов     | 14 червня 1991 (34 роки)     | 31  | 11   | Аль-Джаїш           |  |  |
| 10 | ПЗ | Оділ Ахмедов       | 25 листопада 1987 (37 років) | 77  | 15   | Краснодар           |  |  |
| 14 | ПЗ | Жасур Хасанов      | 2 серпня 1983 (41 рік)       | 50  | 2    | Локомотив (Ташкент) |  |  |
| 15 | ПЗ | Фозіл Мусаєв       | 2 січня 1989 (36 років)      | 21  | 0    | Сепахан             |  |  |
| 16 | ПЗ | Станіслав Андреєв  | 6 травня 1988 (37 років)     | 33  | 2    | Пахтакор            |  |  |
| 17 | ПЗ | Санжар Турсунов    | 29 грудня 1986 (38 років)    | 49  | 5    | Умм-Салал           |  |  |
| 22 | ПЗ | Отабек Шукуров     | 22 червня 1996 (29 років)    | 1   | 0    | Буньодкор           |  |  |
| 23 | ПЗ | Ельдор Шомуродов   | 29 червня 1995 (29 років)    | 5   | 2    | Буньодкор           |  |  |
| 25 | ПЗ | Санжар Шоахмедов   | 23 вересня 1990 (34 роки)    | 2   | 0    | Локомотив (Ташкент) |  |  |
|    |    |                    |                              |     |      |                     |  |  |
| 11 | НП | Ігор Сергєєв       | 30 квітня 1993 (32 роки)     | 28  | 10   | Пахтакор            |  |  |
| 32 | НП | Марат Бікмаєв      | 1 січня 1986 (39 років)      | 33  | 2    | Локомотив (Ташкент) |  |  |
| 50 | НП | Олександр Гейнрих  | 6 жовтня 1984 (40 років)     | 87  | 30   | Ордабаси            |  |  |

### Нещодавні виклики

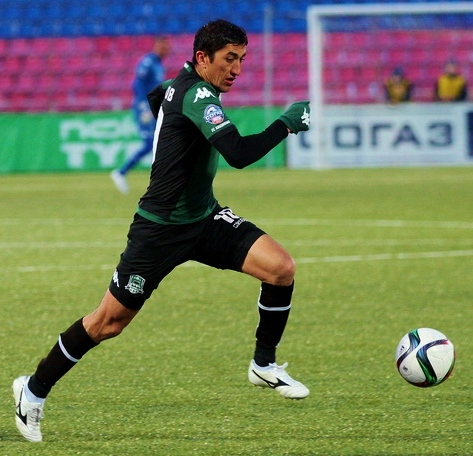
Оділ Ахмедов

|  | ВР | Мурод Зухуров      | 23 лютого 1983 (42 роки)    | 4   | -4 | Буньодкор           |  |  |
|  |    |                    |                             |     |    |                     |  |  |
|  | ЗХ | Артем Філіпосян    | 6 січня 1988 (37 років)     | 13  | 0  | Бухара              |  |  |
|  | ЗХ | Акмал Шорахмедов   | 10 травня 1986 (39 років)   | 24  | 0  | Буньодкор           |  |  |
|  | ЗХ | Шавкат Мулладжанов | 19 січня 1986 (39 років)    | 39  | 0  | Аль-Шааб            |  |  |
|  | ЗХ | Шухрат Мухаммадієв | 29 червня 1989 (35 років)   | 13  | 0  | Насаф               |  |  |
|  |    |                    |                             |     |    |                     |  |  |
|  | ПЗ | Вагіз Галіулін     | 10 жовтня 1987 (37 років)   | 11  | 0  | Тосно               |  |  |
|  | ПЗ | Лутфулла Тураєв    | 30 березня 1988 (37 років)  | 18  | 0  | Фелда Юнайтед       |  |  |
|  | ПЗ | Тімур Кападзе      | 5 вересня 1981 (43 роки)    | 119 | 10 | Локомотив (Ташкент) |  |  |
|  | ПЗ | Шохрух Гадоєв      | 31 грудня 1991 (33 роки)    | 12  | 1  | Аль-Мухаррак        |  |  |
|  | ПЗ | Фаррух Сайфієв     | 17 січня 1991 (34 роки)     | 13  | 0  | Насаф               |  |  |
|  |    |                    |                             |     |    |                     |  |  |
|  | НП | Баходир Насімов    | 2 травня 1987 (38 років)    | 20  | 5  | Буньодкор           |  |  |
|  | НП | Хусниддін Гафуров  | 29 липня 1994 (30 років)    | 1   | 0  | Явор                |  |  |
|  | НП | Вохід Шодієв       | 9 листопада 1986 (38 років) | 14  | 3  | Перак               |  |  |

## Рекордсмени
Станом на 1 квітня 2016 року

### Найбільша кількість проведених матчів
| Футболіст         | Дата народження              | Матчів | М'ячів | Перший матч | Останній матч |
| ----------------- | ---------------------------- | ------ | ------ | ----------- | ------------- |
| Тімур Кападзе     | 5 вересня 1981 (43 роки)     | 119    | 10     | 14.05.2002  | -             |
| Сервер Джепаров   | 3 жовтня 1982 (42 роки)      | 115    | 25     | 14.05.2002  | -             |
| Ігнатій Нестеров  | 20 червня 1983 (42 роки)     | 93     | -100   | 21.08.2002  | -             |
| Олександр Гейнрих | 6 жовтня 1984 (40 років)     | 87     | 30     | 14.05.2002  | -             |
| Оділ Ахмедов      | 25 листопада 1987 (37 років) | 77     | 15     | 13.10.2007  | -             |
| Анзур Ісмаїлов    | 21 квітня 1985 (40 років)    | 75     | 2      | 02.07.2007  | -             |
| Азіз Хайдаров     | 8 липня 1985 (39 років)      | 74     | 1      | 02.07.2007  | -             |
| Мірджалол Касимов | 17 вересня 1970 (54 роки)    | 66     | 30     | 17.06.1992  | 12.10.2005    |
| Микола Ширшов     | 22 червня 1974 (51 рік)      | 64     | 13     | 19.11.1996  | 17.08.2005    |
| Андрій Федоров    | 10 квітня 1971 (54 роки)     | 63     | 6      | 11.04.1994  | 15.11.2006    |
| Асрор Алікулов    | 12 вересня 1978 (46 років)   | 61     | 0      | 11.07.1999  | 15.10.2008    |

### Найбільша кількість забитих м'ячів

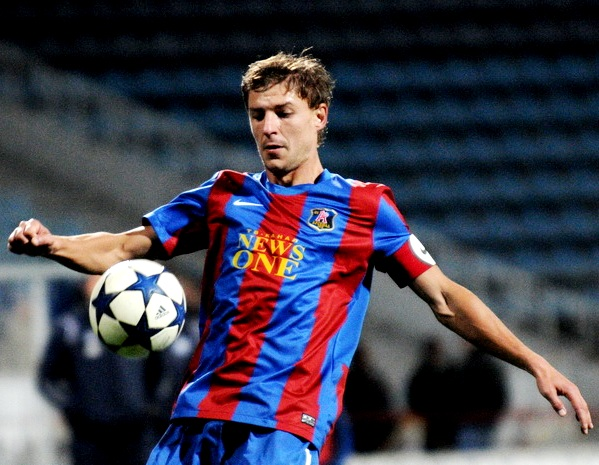
Максим Шацьких

| Футболіст         | Дата народження              | Матчів | М'ячів | Перший матч | Останній матч |
| ----------------- | ---------------------------- | ------ | ------ | ----------- | ------------- |
| Максим Шацьких    | 30 серпня 1978 (46 років)    | 60     | 34     | 18.08.1999  | 29.05.2014    |
| Мірджалол Касимов | 17 вересня 1970 (54 роки)    | 66     | 30     | 17.06.1992  | 12.10.2005    |
| Олександр Гейнрих | 6 жовтня 1984 (40 років)     | 86     | 30     | 14.05.2002  | -             |
| Сервер Джепаров   | 3 жовтня 1982 (42 роки)      | 113    | 25     | 14.05.2002  | -             |
| Ігор Шквирін      | 29 квітня 1963 (62 роки)     | 31     | 20     | 17.06.1992  | 17.10.2000    |
| Жафар Ірісметов   | 23 серпня 1976 (48 років)    | 36     | 15     | 25.05.1997  | 21.11.2007    |
| Оділ Ахмедов      | 25 листопада 1987 (37 років) | 75     | 15     | 13.10.2007  | -             |
| Улугбек Бакаєв    | 28 листопада 1978 (46 років) | 52     | 14     | 25.04.2001  | 29.05.2014    |
| Микола Ширшов     | 22 червня 1974 (51 рік)      | 64     | 13     | 19.11.1996  | 17.08.2005    |

Примітки
|  | Футболісти теперішнього складу (термін від останнього зіграного матчу не більше року) |

## Головні тренери
Дані станом на 1 квітня 2016 року
| Тренер                  | Дата народження | Період роботи   | Матчі | Перемоги | Нічиї | Поразки | Всі у % |
| ----------------------- | --------------- | --------------- | ----- | -------- | ----- | ------- | ------- |
| Рустам Акрамов          | 11.07.1948      | 1992-1994       | 18    | 13       | 3     | 2       | 78      |
| Олександр Іванков       | 17.10.1949      | 1995            | 2     | 0        | 0     | 2       | 0       |
| Бохадир Ібрагімов       | 20.11.1945      | 1996            | 8     | 2        | 0     | 6       | 25      |
| Рустам Мірсадиков       | 19.03.1954      | 1997            | 12    | 5        | 3     | 4       | 50      |
| Убіжара Вейга да Сільва | 02.02.1955      | 1997-1998       | 11    | 5        | 4     | 2       | 58      |
| Махмуд Рахімов          | 01.06.1955      | 1999            | 7     | 6        | 0     | 1       | 86      |
| Віктор Борисов          | 17.10.1941      | 2000            | 1     | 1        | 0     | 0       | 100     |
| Павло Садирін           | 18.09.1942      | 2000            | 1     | 0        | 0     | 1       | 0       |
| Юрій Саркісян           | 30.05.1947      | 2000            | 6     | 1        | 1     | 4       | 23      |
| Володимир Сальков       | 01.04.1937      | 2001            | 19    | 10       | 3     | 6       | 58      |
| Леонід Остроушко        | 10.08.1936      | 2001            | 1     | 1        | 0     | 0       | 100     |
| Равшан Хайдаров         | 15.07.1961      | 2002-2004, 2005 | 25    | 13       | 6     | 6       | 60      |
| Ганс-Юрген Геде         | 14.11.1956      | 2005            | 3     | 0        | 1     | 2       | 11      |
| Роберт Хафтон           | 13.10.1947      | 2005            | 3     | 1        | 2     | 0       | 56      |
| Валерій Непомнящий      | 07.08.1943      | 2006            | 6     | 3        | 2     | 1       | 61      |
| Рауф Інилеєв            | 11.03.1959      | 2007-2008       | 29    | 13       | 5     | 11      | 51      |
| Мірджалол Касимов       | 17.09.1970      | 2008-2010       | 15    | 4        | 3     | 8       | 27      |
| Вадим Абрамов           | 05.08.1962      | 2010-2012       | 28    | 11       | 5     | 12      | 45      |
| Мірджалол Касимов       | 17.09.1970      | 2012-2015       | 40    | 19       | 9     | 12      | 48      |
| Самвел Бабаян           | 19.05.1971      | 2015-           | 8     | 8        | 0     | 0       | 100     |

## Капітани збірної
| Період    | Капітан           |
| --------- | ----------------- |
| 1992—2005 | Мірджалол Касимов |
| 2005—2008 | Максим Шацьких    |
| 2008—2015 | Сервер Джепаров   |
| 2015—т.ч. | Оділ Ахмедов      |

## Провідні гравці збірної
Жирним шрифтом виділені діючі футболісти національної збірної

### В 1990-ті роки
- Мірджалол Касимов
- Ігор Шквирін
- Геннадій Денисов
- Андрій Федоров
- Микола Ширшов
- Азамат Абдураїмов
- Февзі Давлетов
- Шухрат Максудов
- Андрій Рязанцев

### В 2000-ні роки
- Максим Шацьких
- Сервер Джепаров
- Жафар Ірісметов
- Тімур Кападзе
- Олександр Гейнрих
- Ігнатій Нестеров
- Бахтияр Ашурматов
- Олексій Поляков
- Олександр Хвостунов
- Асрор Алікулов
- Володимир Шишелов
- Володимир Мамінов
- Олег Пашинін
- Улугбек Бакаєв
- Оділ Ахмедов

## Натуралізація іноземних футболістів у збірній Узбекистану

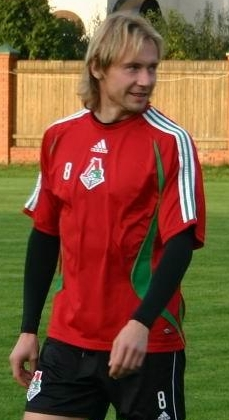
Володимир Мамінов

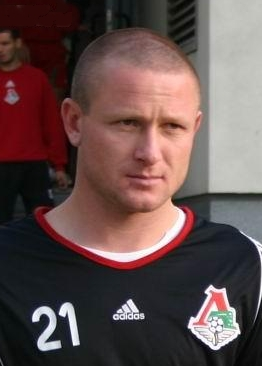
Олексій Поляков

Натуралізація іноземних футболістів проводилося в збірній Узбекистану не часто. Перший раз, коли футболіст з іншої країни отримав паспорт громадянина Республіки Узбекистан, був російський футболіст — Андрій Рєзанцев, який виступав у той час за самарські «Крила Рад». У 2001 році головним тренером збірної Узбекистану був призначений російський тренер — Володимир Сальков. Саме з його ініціативи в Узбекистан були запрошені чотири російських футболіста: два з них в той час гравці московського «Локомотива» — півзахисник Володимир Мамінов і захисник Олег Пашинін, воротар — Олексій Поляков, який виступав у той час за самарські «Крила Рад», а також ще один півзахисник — Руслан Агаларов, який виступав у той час за махачкалинський «Анжі». У 2001 році були натуралізовані також два футболісти з Болгарії: захисник — Олексій Діонісієв, що виступав у той час за «Левскі», і нападник — Георгій Георгієв, який виступав у той час за «Славію».
Володимир Сальков також запросив до збірної Узбекистану боснійського півзахисника — Елвера Рахімича, що не виступав ще за збірну Боснії і Герцеговини і був у той час гравцем московського «ЦСКА». Причиною відмови Рахиміча виступати за збірну Узбекистану було за словами Салькова очікування запрошення в збірну Боснії і Герцеговини і закріпитися в основному складі «ЦСКА» не відволікаючись. Того ж року Сальков запросив в Узбекистан півзахисника Андрія Каряку, який виступав у той час за самарські «Крила Рад», але отримав від нього відмову через те що Каряка очікував виклику в збірну України або Росії. Сальков домовився з ще трьома російськими футболістами: Володимиром Казаковим, Дмитром Вязьмікіним та Віталієм Сафроновим, але головні тренери їх клубів не відпустили даних футболістів через нестиковки календарів чемпіонату Росії і відбіркових матчів Чемпіонату світу в Азії.
Андрій Рєзанцев виступав за збірну Узбекистану протягом 1998 року і зіграв сім матчів. Володимир Мамінов виступав за збірну Узбекистану з 2001 по 2005 рік, зіграв 12 матчів і забив три голи. Олег Пашинін виступав також в цей період, зігравши 11 матчів. Олексій Поляков також виступав за збірну в ці роки і захищав ворота збірної Узбекистану в 18 матчах. Руслан Агаларов зіграв один матч за збірну Узбекистану в 2001 році. Протягом 2001 років два болгарських футболіста — Олексій Діонісієв і Георгій Георгієв зіграли за Узбекистан по 5 матчів і забили по 1 і 2 голи відповідно.

## Форма

Класична форма збірної Узбекистану

Традиційними кольорами спортивної форми збірної Узбекистану є білий і синій. Так, основна (домашня) форма збірної має повністю білий колір з невеликими вкрапленнями світло-синього кольору, а запасна (виїзна) форма повністю синій або світло-синій колір з невеликими вкрапленнями білого кольору.

### Домашня форма
| 1992—1995 | 1996 | 1997 | 1998—1999 | 2000-2001 | 2002—2003 | 2004—2006 |

| 2007—2011 | 2011—2012 | 2013—2014 | 2015 | 2016—н.в |

### Резервна форма
| 1992—1995 | 1996 | 1997 | 1998—1999 | 2000-2001 | 2002—2003 | 2004—2006 |

| 2007—2011 | 2011—2012 | 2013—2014 | 2015 | 2016—н.в |